# رامین حسین‌پناهی
رامین حسین‌پناهی، پیشمرگه حزب کومله کردستان ایران و فعال سیاسی کرد اهل ایران بود که به دلیل عضویت در حزب کومله دستگیر و در تاریخ ۱۷ شهریور ۱۳۹۷ اعدام شد. به نوشتهٔ باشگاه خبرنگاران جوان، او در تیر ماه ۱۳۹۶ وارد کشور و دستگیر شد. برادر او، امجد حسین‌پناهی در گفتگو با بی‌بی‌سی فارسی گفت که رامین جهت دیدار خانواده به ایران آمده بود. او به اتهام بغی محاکمه شد و در دادگاه به اعدام محکوم شد.

## دوران بازداشت
او از طریق یک واسطه با خبرگزاری هرانا مصاحبه ای انجام داده که در آن گفته‌است که شش ماه در اطلاعات سپاه بوده و یک ماه در اختیار وزارت اطلاعات در این مدت او به وسیله ضرب و شتم و توهین شکنجه شده و به اعتصاب غذا دست زده. او همچنین گفته‌است که در دوران اولیه بازداشت خون‌ریزی داشته و از کمک پزشکی نیز محروم بوده است.

## محاکمه
او در تاریخ ۲۶ دی‌ماه سال ۱۳۹۶ در شعبه اول دادگاه انقلاب سنندج به اتهام اقدام علیه امنیت ملی از راه بغی (شورش مسلحانه علیه حکومت اسلامی) محاکمه شده‌است، وکیل او گفته‌است «اتهامات موکلم، بغی است و به جرم عضویت در حزب کومله کردستان ایران، به اعدام با طناب دار محکوم شده‌است».

دادگستری استان کردستان با انتشار اطلاعیه ای دربارهٔ او اعلام کرد:
بر اساس مدارک مستند رامین حسین‌پناهی سال‌ها قبل از دستگیری تحت تأثیر برادرانش که عضو کومله می‌باشند جذب این گروهک شده و برای آن‌ها در داخل کشور فعالیت‌هایی داشته‌است. وی در اردیبهشت ماه سال ۱۳۹۴ به‌صورت غیرقانونی از کشور خارج و به این گروه می‌پیوندد و پس از گذراندن دوره‌های ضد امنیتی در قالب یک تیم نظامی برای انجام اقدامات تروریستی و ترور شهروندان در تیر ماه ۱۳۹۶ به داخل کشور اعزام که در درگیری با نیروهای نظامی سه نفر از عناصر نظامی گروهک کشته و وی نیز دستگیر می‌شود.
همچنین در این اطلاعیه با اشاره به مسلح بودن وی هنگام ورود به کشور، آمده‌است:
هنگام دستگیری مسلح به سلاح کلاش، اسلحه کمری و نارنجک بوده‌است و در تحقیقات اقرار به ورود مسلحانه و درگیری با مأمورین نموده‌است». به موجب این اطلاعیه وی «به اتهام بغی و با مداخله وکیل، محاکمه و به استناد مواد ۲۸۷ و مفهوم مخالف ۲۸۸ و ماده ۲۱۱ و تبصره آن از قانون مجازات اسلامی به اعدام محکوم شده و حکم صادره پس از فرجام خواهی در دیوان عالی کشور ابرام می‌گردد.

## اعدام
در ۱۷ شهریور ۱۳۹۷، حکم اعدام رامین حسین‌پناهی به جرم «عضویت در گروه تروریستی، درگیری مسلحانه و مشارکت در اقدام تروریستی» اجرا شد. به گفتهٔ امجد حسین‌پناهی حکم اعدام او در حالی که در اعتصاب غذا بود اجرا شد. همچنین او در حساب توییتری اش اعلام کرد که جنازه برادرش تحویل داده نمی‌شود و در مکانی نامعلوم دفن شده.
در دومین سالگرد اعدام رامین و زانیار و لقمان، عفو بین‌الملل با انتشار اطلاعیه‌ای پنهانکاری حکومت جمهوری اسلامی در مورد محل دفن زندانیان سیاسی اعدام شده از جمله رامین حسین پناهی، زانیار مرادی، و لقمان مرادی را محکوم کرد.

## واکنش‌ها
- سازمان عفو بین‌الملل از رأی صادره در سال ۱۳۹۶ علیه رامین و از آنچه «ناپدیدشدگان اجباری» چهار عضو این خانواده خواند، ابراز نگرانی کرد. در بیانیه سازمان عفو بین‌الملل همچنین آمده‌است خانواده حسین‌پناهی از وضعیت رامین که در معرض خطر اعدام غیرقانونی، شکنجه و عدم رسیدگی‌های لازم پزشکی با توجه به جراحات برداشته در درگیری، قرار دارد خبر ندارند، و از وضعیت جسمی او ابراز نگرانی کردند.[۹]
- در ۱۱ اردیبهشت ۱۳۹۶، عفو بین‌الملل از مقام‌های ایرانی خواست برنامه اعدام حسین‌پناهی که قرار است روز پنجشنبه ۱۳ اردیبهشت اعدام شود را متوقف کنند. فیلیپ لوتر مدیر تحقیقات عفو بین‌الملل در امور خاورمیانه می‌گوید که این مرد کُرد در کمتر از یک ساعت به اعدام محکوم شد. وی گفت: «در دوره تحقیق او از دسترسی به وکیل و خانواده‌اش منع شد و به هیچ‌گونه جزئیات شواهد علیه خود دسترسی نداشت.» همچنین گفت: «مقام‌های اطلاعاتی با تحقیر کامل فرایند قضایی، مکرراً به او فشار آوردند در ازای لغو مجازات اعدام در تلویزیون اعتراف کند. او از تسلیم در برابر این فشار خودداری کرد و در حبس انفرادی در رنج بوده‌است.»[۱۰]
- عفو بین‌الملل با انتشار بیانیه در روز ۱۱ اردیبهشت ۱۳۹۷، پرونده رامین حسین‌پناهی را از آغاز تا پایان، ناعادلانه خواند و افزود که او پس از ظاهر شدن در محاکمه روی بدن اش آثار شکنجه وجود داشت و در مدت زمان کمتر از یک ساعت محکوم به اعدام شد.[۱۱][۱۲]
- گزارشگر ویژه حقوق بشر در ایران، جاوید رحمان در جلسه کمیته سوم مجمع عمومی ملل متحد روز ۲۴ اکتبر ۲۰۱۸ ضمن ارائه گزارشی از وضعیت حقوق بشر در ایران به اعدام سه زندانی کرد، رامین حسین پناهی، زانیار و لقمان مرادی اشاره کرد.[۱۳][۱۴]
- روز چهارشنبه ۱۹ شهریور ۱۳۹۹ عفو بین‌الملل با انتشار بیانیه‌ای پنهانکاری حکومت جمهوری اسلامی در مورد محل دفن زندانیان سیاسی اعدام شده، از جمله رامین حسین پناهی، زانیار مرادی، و لقمان مرادی را محکوم و آن را مصداق نقض میثاق‌های بین‌المللی حقوق مدنی و سیاسی دانست و از مقامات جمهوری اسلامی خواست «به پنهانکاری و تحمیل رنج و درد به خانواده‌های اعدام شدگان پایان دهند.»[۱۵]

## تصویر
فارس نیوز و خبرگزاری‌های دیگر مرتبط با حکومت، با تأکید بر عکس‌های مسلح او، ادعا نمودند که رسانه‌های خبری خارجی تصویرهایی که رامین حسین‌پناهی را به صورت مسلح نشان می‌دهد را سانسور نموده و در خروجی‌ها از تصاویر بریده (کراپ شده) استفاده می‌کنند که سلاح را سانسور می‌کند.